# Філіпп (ландграф Гессен-Гомбурга)

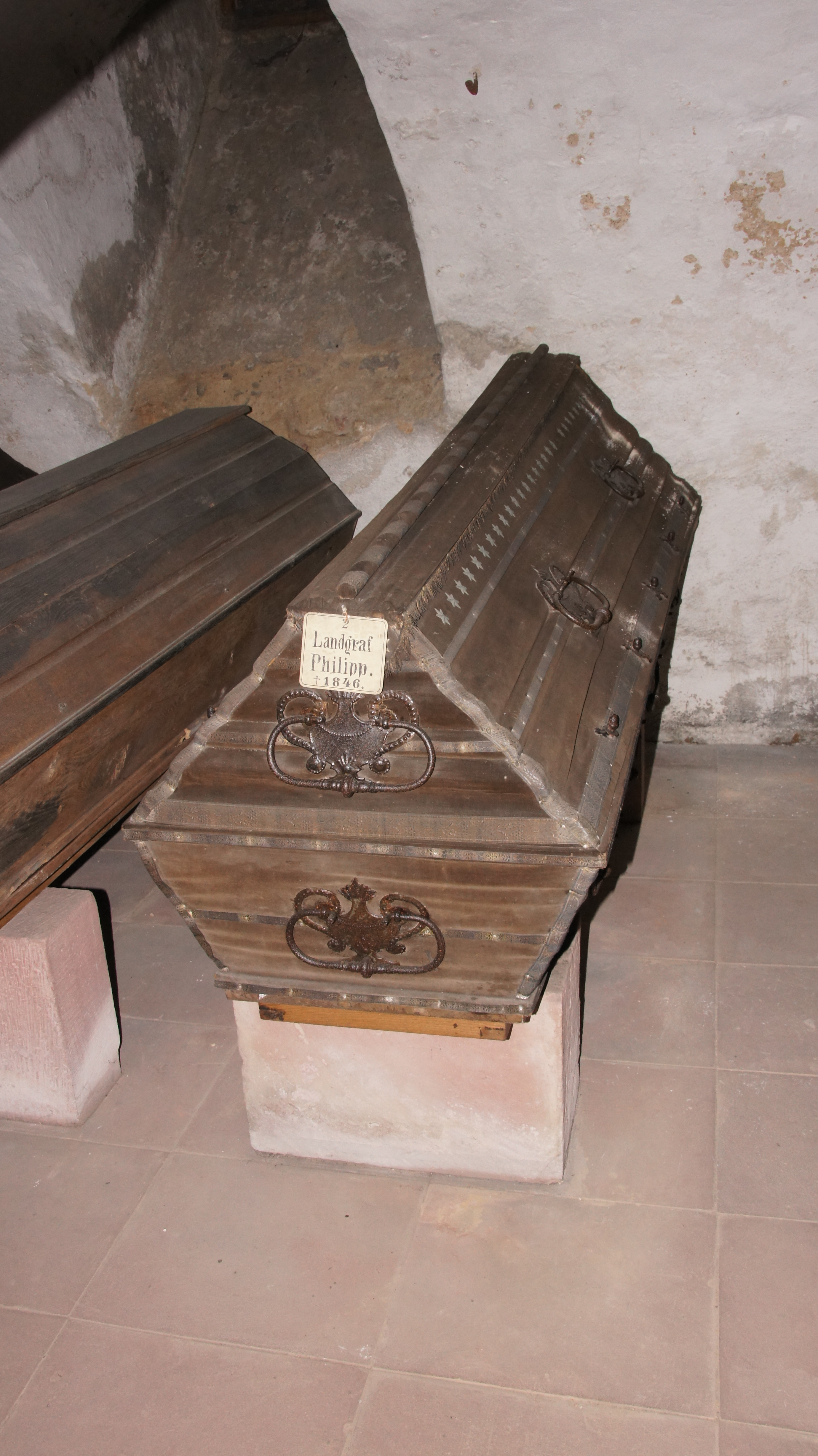
Труна ландграфа Філіппа в крипті ландграфського замку Гомбург.

Філіпп Август Фрідріх Гессен–Гомбурзький (нім. Philipp August Friedrich von Hessen-Homburg; 11 березня 1779, Гомбург — 15 грудня 1846, Гомбург) — ландграф Гессен–Гомбурга, генерал–фельдмаршал австрійської армії.

## Біографія
Філіпп — третій син ландграфа Фрідріха V та його дружини Кароліни Гессен-Дармштадтської, дочки ландграфа Людвіга IX Гессен-Дармштадтського та Генрієти Кароліни Пфальц-Цвайбрюкенської, «великої ландграфині».
У 1794 році в званні капітана він вступив на службу в гессен-дармштадтську бригаду, що розміщувалася в Нідерландах, і потрапив у полон до французів. Його викупили через 10 місяців полону.
У 1796 році Філіпп вступив на службу до австрійської армії і брав участь у військових діях 1798—1800 років.
Після Люневільського миру він служив у Львові. В 1805 він отримав звання підполковника, а потім полковника і командував 2-м піхотним полком ерцгерцога Фердинанда.
Під керівництвом ерцгерцога Карла він брав участь у бою під Кальдьєро, а в 1809 році — у битвах під Лансгутом та Екмюлем. За свої визначні заслуги в битві під Асперном він отримав звання генерал–майора прямо на полі битви. У Ваграмській битві Філіпп отримав поранення і був нагороджений Військовим орденом Марії Терезії 3–го ступеня. Його перевели у Відень, де його бригада перебувала у корпусі князя Шварценберга.
Від 1812 р. був почесним шефом 19–го піхотного полку.
У 1813 Філіппу було присвоєно звання фельдмаршал–лейтенанта, він брав участь у битвах при Дрездені, під Кульмом, Гросберене і Лінденау.
Через деякий час він був призначений губернатором великого герцогства Франкфурт і князівства Ізенбург і в цій якості в лютому 1814 очолював 6-й корпус німецької армії, з яким 22 березня увійшов до Ліону.
У 1818 і 1820 роках Філіпп з дипломатичними місіями побував у Англії та Російській імперії, у 1821 році брав участь в Рісорджименто як командир австрійської дивізії увійшов до Неаполя і був призначений його губернатором. У 1825 Філіп отримав звання фельдцейхмейстера, а незадовго до своєї смерті 28 листопада 1846 — фельдмаршала австрійської імператорської армії, вищий військовий чин, яким коли-небудь удостоювався член ландграфського будинку.
В 1829 році принц Філіпп виявився кандидатом на грецький королівський трон. Пропозиція англійців була підтримана Росією, але відкинута Францією. У Лондонському протоколі від 3 лютого 1830 року держави дійшли згоди лише на кандидатурі принца Оттона Баварського, який зійшов на грецький трон в 1832 році.
У 1838 році Філіпп уклав морганатичний шлюб з Розалією Антонією, баронесою Шіммельпфенніг фон дер Ойє, уродженою Поточніг. Курфюрст Гессена Вільгельм II наділив її званням графині Наумбурзької (за назвою палацу Наумбург у сучасному Ніддерау), але родина Філіппа не прийняла графиню. Шлюб залишився бездітним.
Після смерті брата Людвіга Філіпп став правителем Гессен–Гомбурга. В 1840 він був призначений губернатором фортеці Майнц, за нього ландграфством керував його брат Густав.
Філіпп пережив свою дружину на півтора роки, вони обоє поховані в усипальниці Гомбурзького палацу.

## Нагороди
Габсбурзька монархія → Австрійська імперія:
- Великий хрест королівського угорського ордена Св. Стефана;
- Лицарський хрест Військового ордену Марії Терезії (1809);

Вюртемберзьке королівство:
- Великий хрест Ордену Вюртемберзької корони;
- Лицарський орден «За військові заслуги»;

Ганноверське королівство:
- Великий хрест Королівського гвельфського ордену.

Велике герцогство Гессенське:
- Великий хрест Ордена Людвіга.

Гессен-Кассельське ландграфство:
- Орден золотого лева.

Королівство Обох Сицилій:
- Великий хрест Ордена Святого Фердинанда «За заслуги»;
- Великий хрест Орден Святого Георгія та Возз'єднання.

Прусське королівство:
- Орден Чорного орла;
- Орден Червоного орла І–го ступеня.

Російська імперія:
- Орден Андрія Первозванного (25 вересня 1818);
- Орден Святого Георгія IV–го ступеня (3 серпня 1814);
- Орден Святого Олександра Невського (13 березня 1814);
- Орден Святої Анни І–го ступеня (11 вересня 1818).

Королівство Польське:
- Орден Білого Орла (12 травня 1829);

Велике герцогство Саксен-Веймар-Айзенаське:
- Великий хрест Ордену Білого сокола.